# Nyagwinungure
Nyagwinungure är ett periodiskt vattendrag i Burundi.   Det ligger i provinsen Cankuzo, i den nordöstra delen av landet, 130 km öster om huvudstaden Bujumbura.
I omgivningarna runt Nyagwinungure växer huvudsakligen savannskog. Runt Nyagwinungure är det ganska tätbefolkat, med 60 invånare per kvadratkilometer.